# OpenXR
OpenXR（オープンエックスアール）は、バーチャルリアリティおよび拡張現実プラットフォームおよびデバイスへのアクセスに関するオープンでロイヤリティフリーの規格である。クロノス・グループ コンソーシアムによって管理されているワーキンググループによって開発されている。OpenXRは2017年2月27日のGame Developers Conference 2017にて発表された。規格の暫定版は2019年3月18日にリリースされ、開発者と実装者がそれに関するフィードバックを送ることができる。

## 構成
この規格は、最終的に2つのコンポーネントを提供することを目的としている。アプリケーション開発者を対象としたAPIと、 仮想現実または拡張現実ハードウェアを対象としたデバイス層です。 0.90暫定リリースにはAPIのみが含まれていて、デバイス層は1.0以降のリリースのプラグインインタフェースとして計画されていた。 

## ロードマップ
2017年3月に、APIの最初のバージョンを2018年後半にリリースする計画が暫定的に発表された。2019年3月にAPI層が暫定版としてリリースされた。デバイスプラグインインターフェース層は2019年後半にリリースが予定されている1.0以降で計画されている。

## 対応ソフトウェア
- Unity 2021.3以降[7]

- Unreal Engine 4.24以降[8][9]
- Google Chrome/Chromium/Microsoft Edge 81以降[10]
- Blender 2.83以降[11]

## 対応ハードウェア
- Windows Mixed Reality[11][12]
- Oculus Rift[11]
- SteamVR (開発プレビュー版)[13]

またオープンソースのOpenXR実装のMonadoはOpenHMDの対応する様々なハードウェアに(部分的に)対応している。

## 外部サイト
- OpenXR